# Lee Tracy
Lee Tracy (ur. 14 kwietnia 1898 w Atlancie, zm. 18 października 1968 w Santa Monica) – amerykański aktor filmowy i telewizyjny. 

## Życiorys
Za rolę Art Hockstader urzędującego prezydenta w filmie Ten najlepszy został nominowany do Oscara i Złotego Globu. Zmarł na raka w Santa Monica.

## Filmografia
Seriale TV
- 1946: Lights Out
- 1950: The Billy Rose Show
- 1961: 87th Precinct jako Pat Forman
- 1964: Profiles in Courage jako Senator Robert A. Taft

Filmy
- 1929: Big Time jako Eddie Burns
- 1932: Dziwna miłość Molly Louvain jako Scott 'Scotty' Cornell
- 1933: Kolacja o ósmej jako Max Kane
- 1935: Two-Fisted jako Hap Hurley
- 1936: Złoto Suttera jako Pete Perkin
- 1945: Betrayal from the East jako Eddie Carter
- 1964: Ten najlepszy jako Art Hockstader, urzędujący prezydent